# Aeródromo de El Toro

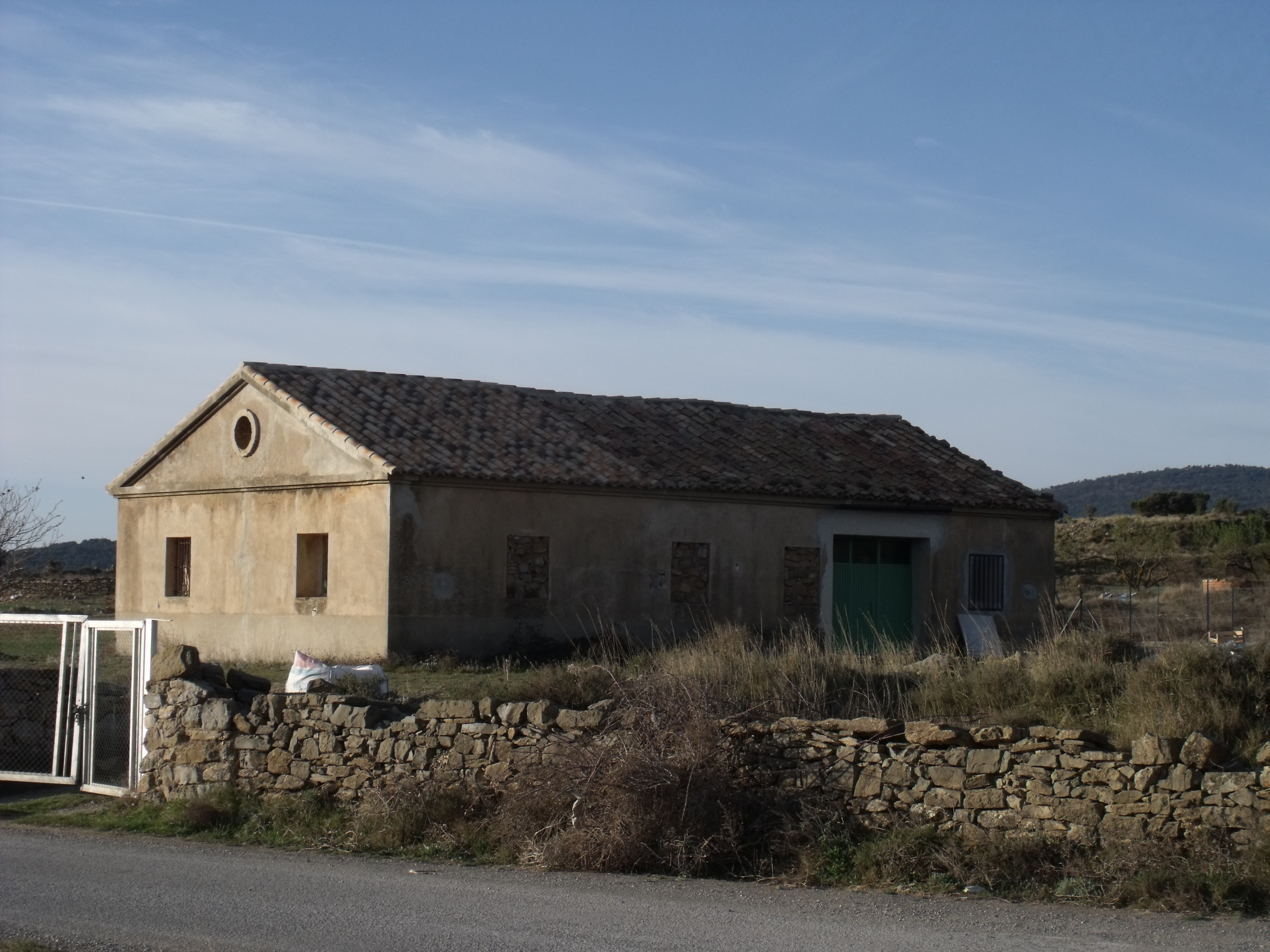
Edificio de mando

El aeródromo de El Toro (Castellón) fue una instalación utilizada durante la Guerra Civil Española por la Fuerza Aérea de la República Española.
El aeródromo se construyó en 1937 para proporcionar apoyo aéreo a las tropas que combatían en la batalla de Teruel, ya que reducía considerablemente la distancia a recorrer, pues la anterior base estaba en Manises (Valencia).

Para apoyar la ofensiva republicana sobre Teruel, el 12 de diciembre de 1937 se instaló en el cercano aeródromo de Barracas una escuadrilla del 26.º Grupo de Caza, mientras que las otras dos del mismo grupo lo hicieron en El Toro. Estos aeródromos no pertenecían al Sector Aéreo de Castellón, sino que dependían de uno con sede en Sarrión, y que también incluía los campos de Villafamés y Vistabella, así como los eventuales de Ares del Maestre, Alcalá de Chivert y Catí.

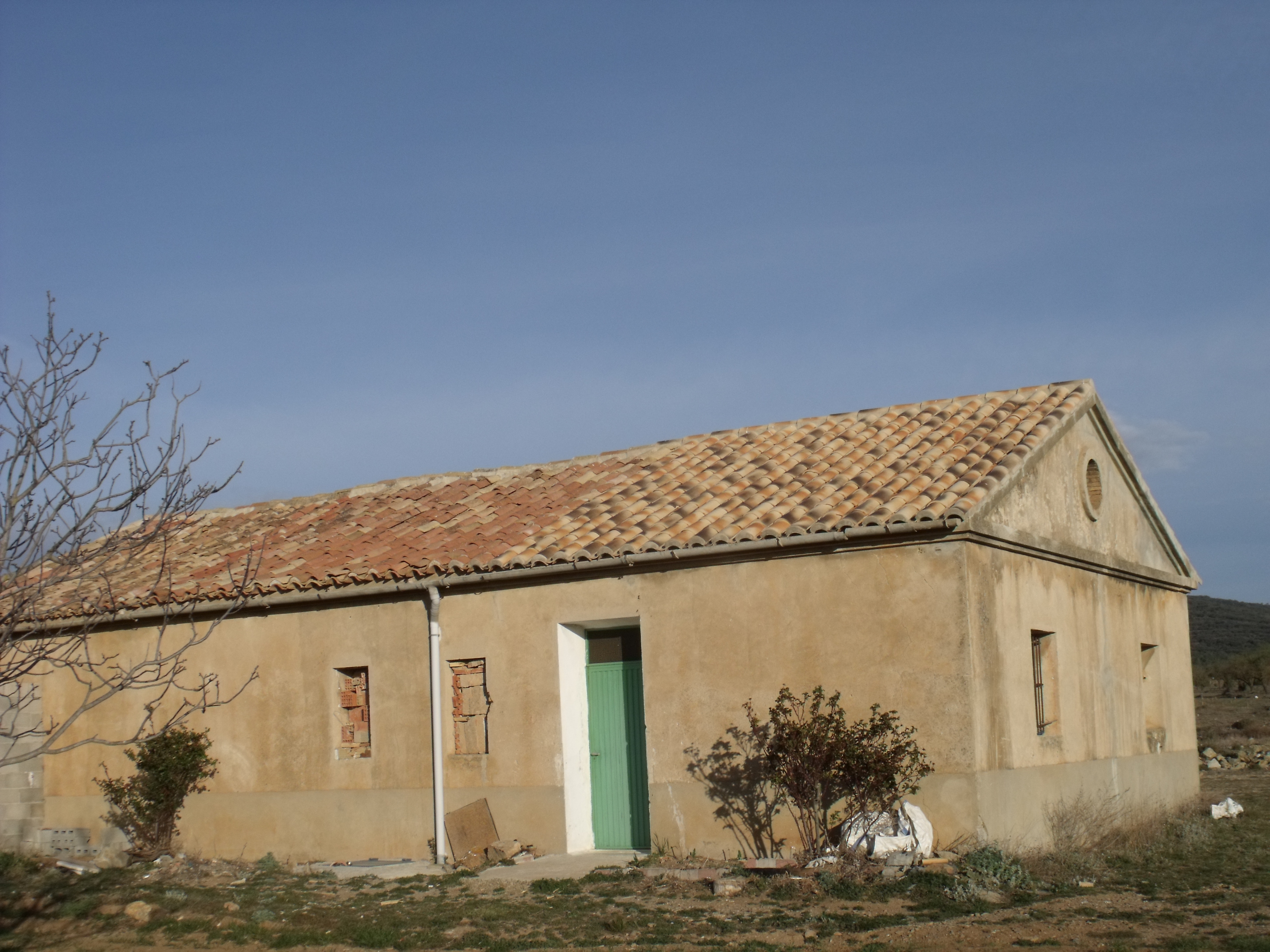
Antiguo edificio de mando.
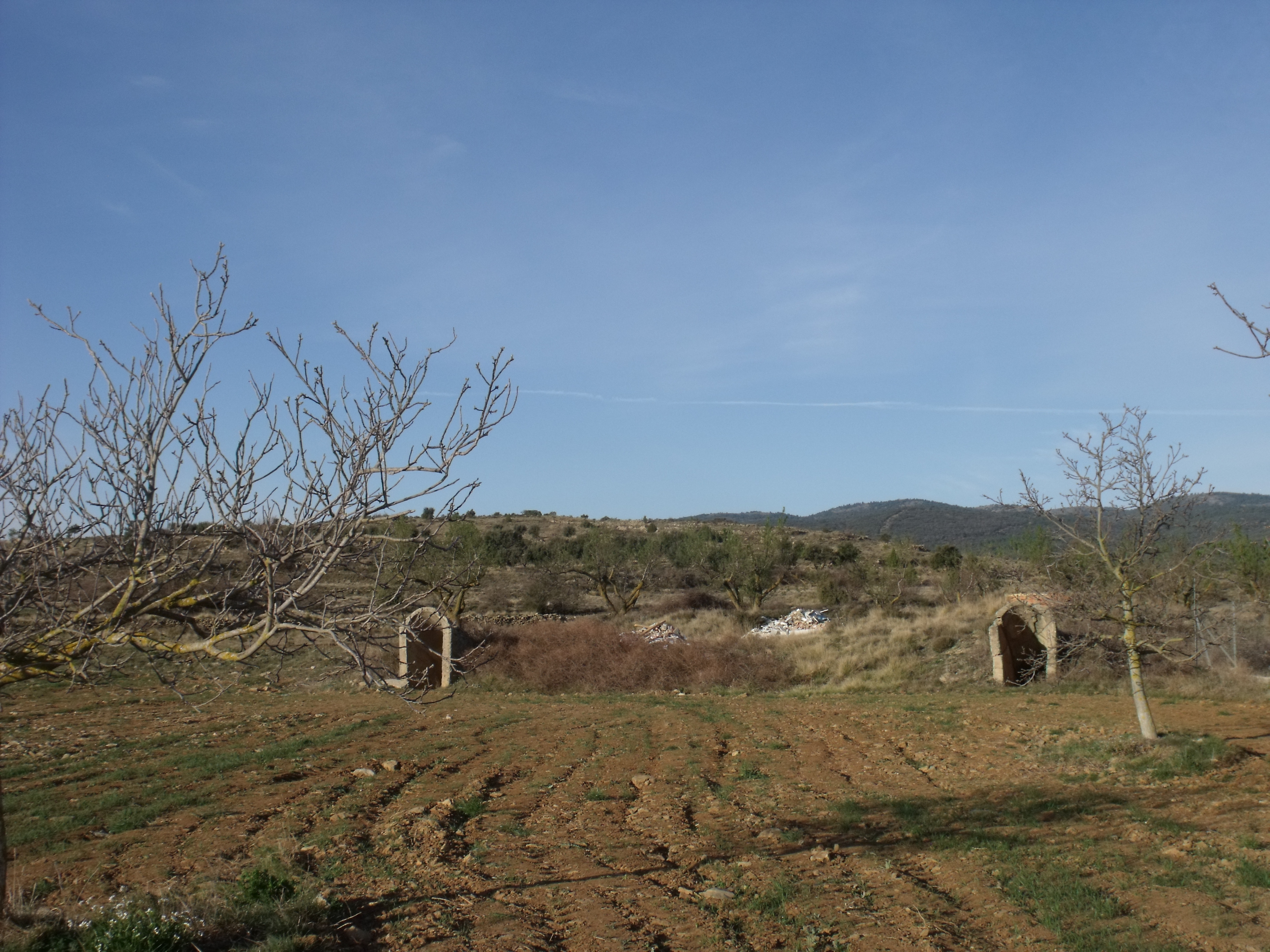
Bocas de acceso al refugio subterráneo.
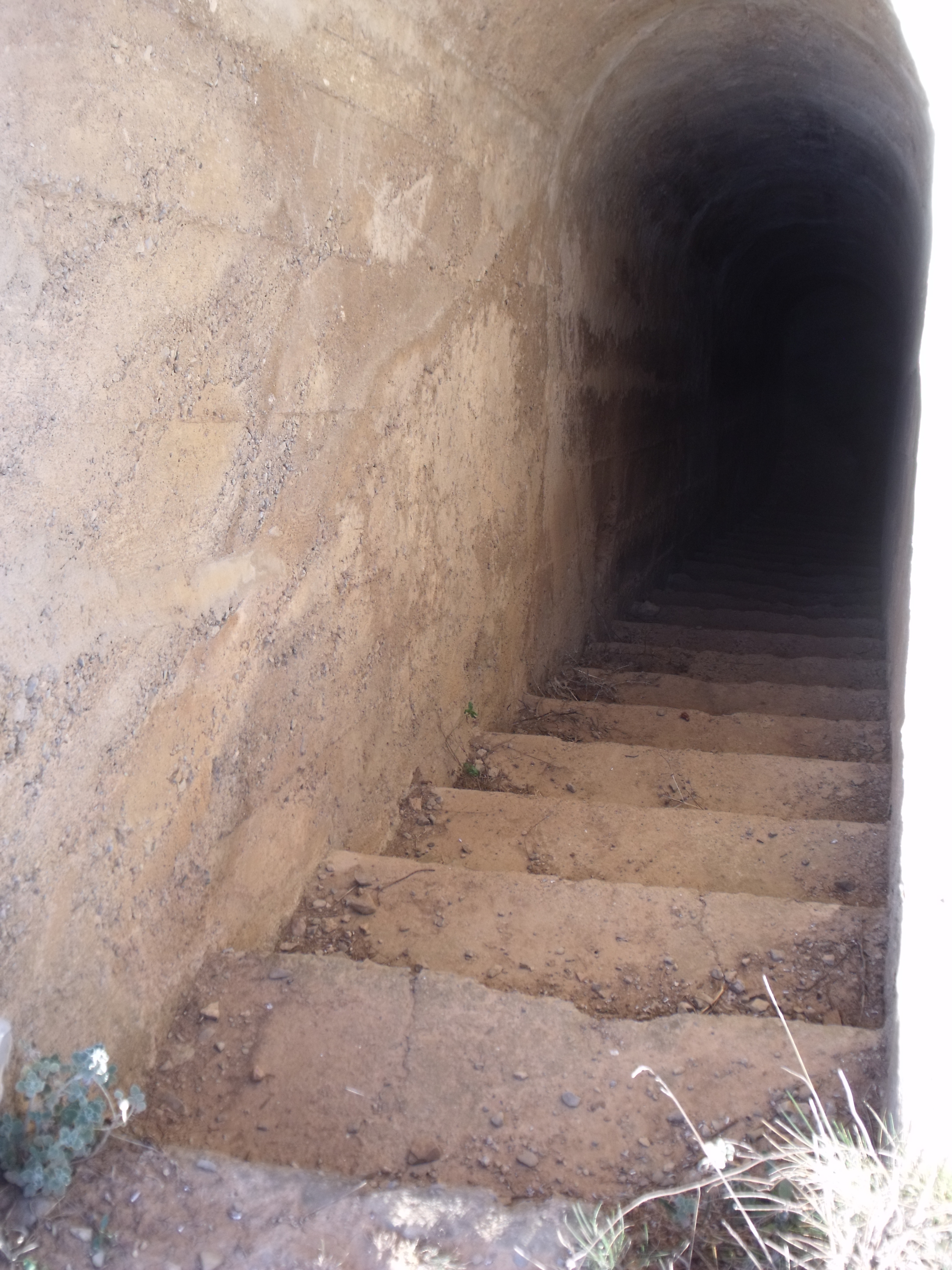
Escalera de acceso al refugio.

A inicios del siglo XXI sólo se conserva el edificio que albergaba el mando de las escuadrillas y el refugio antiaéreo con sus dos accesos. Las pistas no son reconocibles, pues se devolvieron a su uso agrícola original.